# Castelli della Scozia

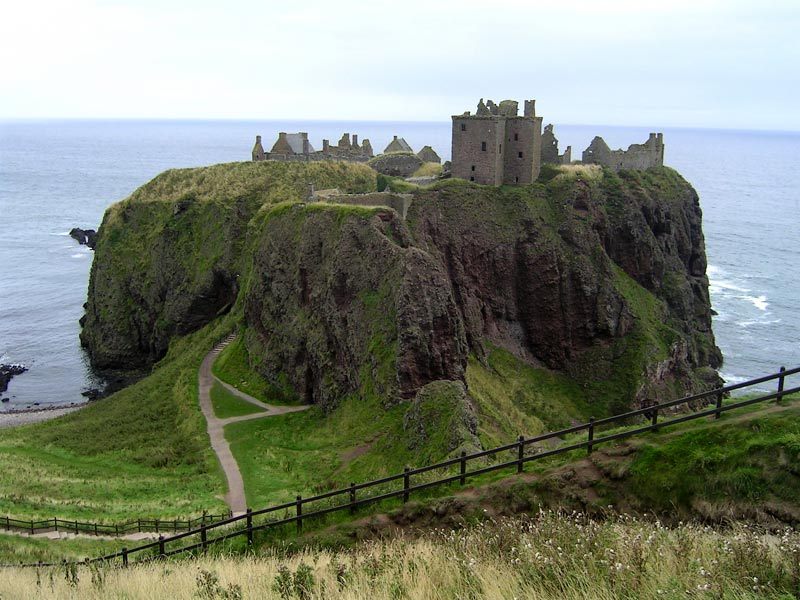
Il castello di Dunnottar, presso Stonehaven (Aberdeenshire, Scozia)

I castelli scozzesi sono edifici che combinano fortificazioni e residenza, costruiti all'interno dei confini della Scozia moderna e presenti su tutto il suo territorio. Diversi per dimensione e caratteristiche, i castelli scozzesi furono utilizzati come abitazioni reali, come grandi avamposti militari o come fattorie fortificate. Della maggior parte di questi castelli rimangono oggi solo delle rovine. Di altri se ne conosce l'esistenza solo attraverso documenti storici.
Nascono nel XII secolo con l'arrivo del feudalesimo. All'inizio si trattava di costruzioni di legno che successivamente furono sostituite da castelli in pietra. Nel tardo medioevo vennero costruiti castelli più grandi che potevano ospitare una grande guarnigione. Le armi da fuoco hanno introdotto alcune novità che hanno potenziato la resistenza agli attacchi esterni.
Molti dei castelli erano costruiti sotto forma di case a torre. Dal XV secolo vennero ristrutturati come castelli, a partire dal Palazzo di Linlithgow. Le case baronali scozzesi avevano al loro interno elementi dei castelli medioevali, palazzi reali e case a torre. Nel XVII-XVIII secolo il castello iniziò a diventare più un'attrazione turistica che militare. Lo stile baronale fu ripreso alla fine del XVIII secolo, la cui continuità fu affermata con la costruzione del Castello di Balmoral nel secolo successivo. Nel XX secolo il castello influenzò meno lo stile delle case, molte case a torre sono state rinnovate e molti castelli sono stati rilevati dall'Historic Scotland e sono aperti al pubblico.

## Medioevo
Nel XII secolo, come conseguenza di una centralizzazione dell'autorità reale, vennero costruiti in Scozia castelli come residenze fortificate di un signore o di un nobile, come il castello di Inverurie. Prima degli anni 1120 esistevano pochissime testimonianze di castelli esistenti in Scozia, che era rimasta con un governo meno centralizzato politicamente rispetto all'Inghilterra. Davide I di Scozia (1124-53) trascorse del tempo alla corte di Enrico I d'Inghilterra, diventando conte di Huntingdon, e ritornò in Scozia con l'intenzione di estendere il potere reale attraverso il paese e modernizzare la tecnologia militare scozzese, compresa l'introduzione di castelli. Il re scozzese incoraggiò i normanni e i nobili francesi a stabilirsi in Scozia, introducendo una modalità feudale di proprietà terriera e l'uso dei castelli come mezzo per controllare le contese pianure scozzesi.
La necessità di muri spessi e alti per la difesa ha costretto l'uso di metodi di costruzione economica, spesso continuando la tradizione scozzese delle macerie in pietra a secco, che sono state poi coperte con un intonaco di calce, o trattate per impermeabilizzazioni e un'apparenza uniforme. Oltre ai castelli barocchi c'erano castelli reali, spesso più grandi e di difesa, alloggio per la corte scozzese itinerante e un centro amministrativo locale. Nel 1200 queste includevano fortificazioni a Ayr e Berwick. Alessandro II di Scozia (1198-1249) e Alessandro III (1241-86) intrapresero numerosi progetti di costruzione di castelli in stile moderno. La morte prematura di Alessandro III scatenò il conflitto in Scozia e l'intervento inglese sotto Edoardo I nel 1296. Le risultanti Guerre d'indipendenza scozzesi portarono alla fine questa fase di costruzione del castello e iniziò una nuova fase di guerra d'assedio.
Il primo assedio registrato in Scozia fu l'assedio del castello di Rothesay del 1230, dove i norvegesi assediati riuscirono ad abbattere le mura di pietra relativamente deboli con le asce dopo solo tre giorni. Edoardo I invase la Scozia facendo cadere i principali castelli. Il castello di Edimburgo cadde in tre giorni, e i castelli di Roxburgh, Jedburgh, Dunbar, Stirling, Lanark e Dumbarton si arresero tutti al re inglese. Roberto I di Scozia (1306-29) adottò una politica di distruzione del castello, piuttosto che permettere alle fortezze di essere facilmente riconquistate e poi mantenute dagli inglesi. Dopo le guerre di indipendenza, i nuovi castelli cominciarono a essere costruiti.
Le prime armi da fuoco furono introdotte in Scozia negli anni 1330. La nuova tecnologia iniziò a essere installata nei castelli scozzesi negli anni 1380, a partire da Edimburgo. Nel XV secolo, gli armamenti a polvere da sparo alterarono fondamentalmente la natura dell'architettura del castello.

## Case a torre
Le versioni più piccole delle case a torre nel sud della Scozia erano conosciute come torri a sbalzo o peel. Le difese delle case a torre erano principalmente finalizzate a fornire protezione contro i piccoli gruppi di incursioni e non erano destinate a costituire un'opposizione significativa a un assalto militare organizzato. Erano in genere un edificio alto, quadrato, costruito in pietra e merlato. Spesso erano anche circondati da un barmkyn o bawn, un cortile murato progettato per contenere animali di valore in modo sicuro, ma non necessariamente destinati a una difesa seria.
Un'opzione per i piccoli proprietari terrieri e gli agricoltori era The bastle house, una forma di casa fortificata che combinava le funzioni di una casa torre e di un barmkyn. Erano di solito case a due piani con il piano terra che fungeva da stalla in cui gli animali potevano essere guidati, mentre lo spazio abitativo al piano superiore poteva essere raggiunto solo da una scala rimovibile.

## Palazzi rinascimentali
Una vasta ricostruzione di palazzi reali iniziò probabilmente sotto Giacomo III (1460-88) e accelerò sotto Giacomo IV, raggiungendo il suo apice sotto Giacomo V (1513-42). Usarono eccezionali entrate una tantum, come la confisca delle terre chiave, per stabilire il loro potere attraverso il loro regno in vari modi, tra cui la costruzione di castelli più grandi estendendo e modificando le fortificazioni esistenti.
Lo spostamento della concentrazione architettonica rifletteva il cambiamento delle alleanze politiche, poiché Giacomo V aveva stretto una stretta alleanza con la Francia durante il suo regno. Invece di copiare pedissequamente le forme continentali, la maggior parte dell'architettura scozzese incorporava elementi di questi stili in modelli locali tradizionali, adattandoli agli idiomi e ai materiali scozzesi (in particolare pietra).

## Sedicesimo e diciassettesimo secolo
Nel periodo dell'intervento francese negli anni 1540 e 1550, alla fine del Brutale corteggiamento, la Scozia fu dotata di un confine difeso di una serie di fortificazioni e aggiunte ai castelli esistenti. Questi includevano l'erezione di singoli bastioni a Edimburgo, Stirling e Dunbar.
Lo stile unico delle grandi case private scozzesi, in seguito noto come stile baronale scozzese, è stato localizzato all'origine del 1560. Conservava molte delle caratteristiche dei castelli medievali dalle alte mura che erano stati in gran parte resi obsoleti dalle armi da polvere da sparo e che potevano essere stati influenzati dai muratori francesi portati in Scozia per lavorare nei palazzi reali.
Le nuove case immobiliari costruite dalla fine del sedicesimo secolo da nobili e Laird furono principalmente costruite per il comfort, non per la difesa, sebbene fossero spesso chiamate castelli.
Particolarmente influente fu l'opera di William Wallace, il maestro muratore del re dal 1617 fino alla sua morte nel 1631. Lavorò alla ricostruzione della North Range di Linlithgow nel 1618, alla Winton House di George Seton, al 3º conte di Winton e iniziò a lavorare su Heriot's Hospital, Edimburgo. Ha adottato uno stile distintivo che ha applicato elementi di fortificazione scozzese e influenze fiamminghe a un piano rinascimentale come quello usato a Château d'Ancy-le-Franc. Questo stile può essere visto nelle case del signore costruite a Caerlaverlock (1620), Moray House, Edimburgo (1628) e Drumlanrig Castle (1675-89), e fu molto influente fino a quando lo stile baronale lasciò il posto alle più grandi forme inglesi associate a Inigo Jones nel tardo XVII secolo, che servivano a produrre case di campagna di ispirazione classica e confortevole.

## Il declino
Nel 1603 Giacomo VI di Scozia ereditò la corona d'Inghilterra, portando un periodo di pace tra i due paesi. La corte reale partì per Londra, e come risultato - con l'eccezione di visite occasionali - i lavori di costruzione dei castelli reali a nord del confine cessarono ampiamente. I castelli reali di Edimburgo, Dumbarton e Stirling, insieme a Dunstaffnage, Dunollie, Blackness e Ruthven Castle, continuarono a essere utilizzati come fortificazioni pratiche. Le case a torre furono costruite fino al 1640. Dopo la Restaurazione la casa fortificata della torre cadde fuori moda, ma il debole stato dell'economia scozzese fu tale che, mentre molte proprietà più grandi furono semplicemente abbandonate, i castelli più modesti continuarono a essere usati e adattati come case, piuttosto che ricostruiti.
La sequenza di insurrezioni giacobite del 1689 minacciò la corona in Scozia, culminando nella ribellione nel 1745. Stirling fu in grado di resistere all'attacco giacobita nel 1745 e l'assedio del castello di Blair, al termine della ribellione nel 1746, fu l'ultimo castello assedio che si verificherà nelle isole britanniche. All'indomani del conflitto Corgaff e molti altri castelli furono usati come caserme per le forze inviate a presidiare le Highlands. Kildrummy, Huntly e Doune furono distrutti a causa della loro parte nella ribellione.
Dalla fine del XVIII secolo, i castelli sono diventati attrazioni turistiche. Il castello di Blair era un luogo famoso per i suoi giardini paesaggistici e il castello di Stirling per i suoi romantici collegamenti storici. I tour divennero sempre più popolari durante il XIX secolo, di solito partendo da Edimburgo e passando poi fino a due settimane più a nord, sfruttando la rete ferroviaria a vapore in espansione.

## Rinascita gotica
In Scozia ci fu un revival del castello nel tardo XVIII e XIX secolo come parte del più ampio movimento di architettura neogotica, quando furono costruite nuove case e gli edifici esistenti rimodellati in stile barocco gotico e scozzese. Il castello di Inveraray, costruito a partire dal 1746 con il contributo del design di William Adam, mostra l'incorporazione delle torrette ed è tra le prime case nello stile rivitalizzato.
Importante per la rinascita del gotico all'inizio del XIX secolo fu Abbotsford House, la residenza di Walter Scott. Ricostruito per lui dal 1816, divenne un modello per il revival moderno dello stile baronale. La ricostruzione del castello di Balmoral come palazzo baronale e la sua adozione come ritiro reale dal 1855 al 58 hanno confermato la popolarità dello stile. Gli architetti baronali spesso "miglioravano" i castelli esistenti: il castello di Floors fu trasformato nel 1838 da William Playfair che aggiunse grandi torrette e cupole.

## Dal ventesimo secolo in poi
Lo stile baronale raggiunse il culmine verso la fine del diciannovesimo secolo e la costruzione di grandi case diminuì di importanza nel ventesimo secolo. Ha continuato a influenzare la costruzione di alcune case immobiliari, tra cui il Castello di Skibo, che è stato ricostruito per l'industriale Andrew Carnegie (1899-1903) da Ross e Macbeth. Ci fu una pausa nella costruzione dopo la prima guerra mondiale, e il cambiamento sociale minò la costruzione di case rurali
Il restauro dei castelli iniziò all'inizio del XX secolo. Il movimento di restauro è cresciuto dopo la seconda guerra mondiale con una moda per rinnovare case a torre, tra cui il restauro del castello di Inchdrewer, vicino a Banff nell'Aberdeenshire, nel 1965. La Historic Scotland ha lanciato una "Iniziativa del castello scozzese" volta a incoraggiare gli investimenti privati nel restauro dei castelli scozzesi, incluso un registro di potenziali candidati al restauro. Nonostante questi sforzi, un certo numero di castelli rimane nel registro degli edifici a rischio della Scozia.
La maggior parte dei castelli scozzesi, siano essi rovinati o occupati, rimangono di proprietà privata, anche se molti sono aperti al pubblico almeno occasionalmente. Nel corso del ventesimo secolo un certo numero di vecchi castelli furono trasferiti alle cure dello stato, e questi sono ora di competenza della Historic Scotland, che è stata creata come agenzia nel 1991. La Historic Scotland si prende cura di oltre 300 proprietà, tutte pubblicamente accessibili, compresi circa 65 castelli.  Il National Trust for Scotland (fondato nel 1931) si prende cura di numerosi castelli e case immobiliari post-medievali. Molti altri castelli sono nelle mani del governo locale, ad esempio il Castello di Dudhope a Dundee.

## Elenco
Si riporta di seguito una lista dei principali castelli in territorio scozzese contea per contea:
Aberdeenshire
- Castello di Aberdeen
- Castello di Balmoral
- Castello di Ballindalloch
- Castello di Bognie (o Conzie Castle)
- Castello di Braemar
- Castello di Corgarff
- Castello di Craigievar
- Castello di Crathes
- Castello di Delgatie
- Castello di Drum
- Castello di Dunnideer
- Castello di Dunnottar
- Castello di Elgin
- Castello di Edzell
- Castello Fraser
- Castello di Fyvie
- Castello di Esslemont
- Castello di Fedderate
- Castello di Findlater
- Castello di Glenbuchat
- Castello di Huntly
- Castello di Kildrummy
- Castello di Kindrochit
- Castello di Moreland
- Castello di Terpersie
- Castello di Tolquhoun

Angus
- Castello di Affleck
- Castello di Airlie
- Castello di Brechin
- Castello di Careston
- Castello di Colliston
- Castello di Cortachy
- Castello di Ethie
- Castello di Edzell
- Castello di Farnell
- Castello di Finavon
- Castello di Glamis
- Castello di Guthrie
- Castello di Hatton
- Castello di Inverquharity
- Castello di Kellie
- Castello di Kinnaird
- Castello di Melgund
- Castello rosso

Argyll e Bute
- Castello di Carnasserie
- Castello di Carrick
- Castello di Duart, sull'Isola di Mull
- Castello di Dunstaffnage
- Castello di Fincharn
- Castello di Gylen
- Castello di Inveraray
- Castello di Kilchurn
- Castello di Lachlan
- Castello di Stalker
- Castello di Torosay, sull'isola di Mull

Ayrshire e Arran
- Castello di Ardrossan
- Castello di Brodick
- Castello di Culzean
- Castello di Dundonald
- Castello di Dunure
- Castello di Fairley
- Castello di Lochranza
- Castello di Loudoun
- Castello di Portencross
- Castello di Turnberry

Dumfries e Galloway
- Castello di Caerlaverock
- Castello di Drumlanrig
- Castello di Tibbers
- Castello di Torthorwald

Dunbartonshire
- Castello di Dumbarton
- Castello di Balloch

Dundee
- Castello di Broughty
- Castello di Claypotts
- Castello di Dudhope
- Castello di Mains

Fife
- Castello di Aberdour
- Castello di Balgonie
- Castello di Ballinbreich
- Castello di Denmylne
- Castello di Kellie
- Castello di Ravenscraig
- Castello di Rossend Castle
- Castello di Sant'Andrea

Highland
- Castello di Achnacarry
- Castello di Armadale
- Castello di Ardvreck
- Castello di Balnagown
- Castello di Brodie
- Castello di Carbisdale
- Castello di Cawdor
- Castello di Maggio
- Castello di Stalker
- Castello di Dunbeath
- Castello di Dunvegan
- Eilean Donan
- Castello di Inverness
- Castello di Mey
- Castello di Skibo
- Castello Sinclair Girnigoe
- Castello di Tioram
- Castello di Urquhart

Isole occidentali
- Castello di Kisimul
- Castello di Lews

Isole Orcadi e Shetland
- Castello di Balfour
- Castello di Cubbie Roo
- Palazzo del Vescovo (Bishop's Palace), Kirkwall
- Palazzo del Conte (Earl's Palace), Birsay
- Palazzo del Conte (Earl's Palace), Kirkwall
- Castello di Kirkwall
- Castello di Noltland
- Castello di Scalloway

Lanarkshire
- Castello di Bothwell
- Castello di Cathcart
- Castello di Cadzow
- Castello di Crookston

Lothian
- Castello di Borthwick
- Castello di Craigmillar
- Castello di Edimburgo

Midlothian
- Castello di Crichton
- Castello di Blackness
- Castello di Dalhousie

Moray
- Castello di Auchindoun
- Castello di Balvenie

Perthshire
- Castello di Balvaird
- Castello di Blair
- Castello di Burleigh
- Castello Drummond
- Castello Menzies
- Castello di Elcho
- Castello di Huntingtower
- Castello di Kinnaird
- Castello di Taymouth

Borders
- Castello di Duns
- Castello di Floors
- Castello di Jedburgh
- Castello Hermitage
- Castello di Thirlestane
- Castello di Neidpath

Stirling
- Castello di Doune
- Castello di Loch Leven
- Castello di Stirling